# Fondazione Arts Academy

Logo della Fondazione Arts Academy

La Fondazione Arts Academy è un'accademia internazionale di musica, che non persegue scopo di lucro, fondata a Roma nel 1978.
Fu fondata da Francesco La Vecchia, i presidenti onorari sono stati: Artur Rubinstein, Franco Ferrara, Mario Zafred, Gianandrea Gavazzeni, Goffredo Petrassi. Attualmente attende a tale incarico Emmanuele Francesco Maria Emanuele.

## Finalità e didattica
L'impegno programmatico dell'Accademia è stato impostato sulle direttrici della didattica musicale e della produzione concertistica in collaborazione con Parlamento europeo, Presidenza della Repubblica Italiana, Ministero del Lavoro, Ministero dei Beni e delle Attività Culturali, Regione Lazio, Provincia di Roma, Comune di Roma e altri organismi istituzionali italiani ed esteri.
L'insegnamento musicale va dalla propedeutica, ai corsi internazionali di perfezionamento, alla Scuola di Virtuosismo; coniuga un intervento italiano con scuole musicali quali la Juilliard School di New York, la Royal Academy of Music di Londra, l'École Normale de Musique di Parigi.
Per quanto invece concerne la produzione concertistica, la Fondazione Arts Academy ha realizzato in 27 anni di attività oltre 4000 concerti pubblici sinfonici, lirici e cameristici, tutti riconducibili ad una serie di progetti avviati in questi anni: stagioni cameristiche e sinfoniche, fondazione dell'Orchestra e Coro della Istituzione sinfonica di Roma, del complesso "I solisti dell'Arts Academy", dell'Accademia Musicale "Franco Ferrara", del "Concorso Nazionale di Composizione Mario Zafred, di festival internazionali in Italia e Brasile, della "New World Young Orchestra".
La didattica si articola in otto Dipartimenti e opera su sei diversi livelli di scuola: Suzuki School of Rome, scuola di propedeutica, scuola normale, scuola di formazione, scuola internazionale di alto perfezionamento, scuola di virtuosismo.
Festival organizzati in Italia:
Festival “Roma nel Cuore”: Campidoglio, Basilica di Massenzio, Basilica Ara Coeli; “AnzioFestival; “Festival del Lago”: Bracciano, Trevignano, Anguillara; Festival “Tuscania Città della Musica”; Festival “Musicorum Tempora” a Tivoli, Area Archeologica di Villa Adriana;
Festival internazionale “Música de Verão” Brasile; Mexico; Cina
Orchestre che hanno collaborato con la Fondazione Arts Academy:
Istituzione Sinfonica di Roma; Orchestra Sinfonica del Lazio; Orchestra Ottorino Respighi; New  World Young Orchestra; Orchestra Sinfonica di Roma.
Nel 2002 la Arts Academy ha dato vita all'Orchestra Sinfonica di Roma. L'Orchestra nasce a seguito di un Corso di Formazione Professionale della durata di circa un anno sostenuto da Regione Lazio, Ministero del Lavoro e Parlamento Europeo cui hanno partecipato oltre 4.000 concorrenti provenienti da tutta Europa. Attualmente l'Orchestra è formata da circa 80 professori  assunti a tempo indeterminato. 